# Campeonato Mundial de Bádminton de 2021
El XXVI Campeonato Mundial de Bádminton se celebró en Huelva (España) entre el 12 y el 19 de diciembre de 2021 bajo la organización de la Federación Mundial de Bádminton (BWF) y la Federación Española de Bádminton.
Las competiciones se realizaron en el Palacio de los Deportes Carolina Marín de la ciudad española.

## Calendario
| P | Preliminares | ⅛ | Octavos de final | ¼ | Cuartos de final | ½ | Semifinales | F | Finales |

| Diciembre de 2021    | 12 Dom | 13 Lun | 14 Mar | 15 Mié | 16 Jue | 17 Vie | 18 Sáb | 19 Dom |
| -------------------- | ------ | ------ | ------ | ------ | ------ | ------ | ------ | ------ |
| Individual masculino | P      | P      | P      | P      | ⅛      | ¼      | ½      | F      |
| Dobles masculino     | P      | P      | P      | P      | ⅛      | ¼      | ½      | F      |
| Individual femenino  | P      | P      | P      | P      | ⅛      | ¼      | ½      | F      |
| Dobles femenino      | P      | P      | P      | P      | ⅛      | ¼      | ½      | F      |
| Dobles mixto         | P      | P      | P      | P      | ⅛      | ¼      | ½      | F      |

## Medallistas
| Evento               | Oro                                                      | Plata                                    | Bronce                                                                               |
| -------------------- | -------------------------------------------------------- | ---------------------------------------- | ------------------------------------------------------------------------------------ |
| Individual masculino | Loh Kean Yew Singapur                                    | Srikanth Kidambi India                   | Lakshya Sen India Anders Antonsen Dinamarca                                          |
| Dobles masculino     | Takuro Hoki Yugo Kobayashi Japón                         | He Jiting Tan Qiang China                | Ong Yew Sin Teo Ee Yi Malasia Kim Astrup Sørensen Anders Skaarup Rasmussen Dinamarca |
| Individual femenino  | Akane Yamaguchi Japón                                    | Tai Tzu-Ying China Taipéi                | He Bingjiao China Zhang Yiman China                                                  |
| Dobles femenino      | Chen Qingchen Jia Yifan China                            | Lee So-Hee Shin Seung-Chan Corea del Sur | Mayu Matsumoto Wakana Nagahara Japón Kim So-Yeong Kong Hee-Yong Corea del Sur        |
| Dobles mixto         | Dechapol Puavaranukroh Sapsiree Taerattanachai Tailandia | Yuta Watanabe Arisa Higashino Japón      | Tang Chun Man Tse Ying Suet Hong Kong Kyohei Yamashita Naru Shinoya Japón            |

## Medallero
| Núm. | País          | Oro | Plata | Bronce | Total |
| ---- | ------------- | --- | ----- | ------ | ----- |
| 1    | Japón         | 2   | 1     | 2      | 5     |
| 2    | China         | 1   | 1     | 2      | 4     |
| 3    | Singapur      | 1   | 0     | 0      | 1     |
| 3    | Tailandia     | 1   | 0     | 0      | 1     |
| 5    | Corea del Sur | 0   | 1     | 1      | 2     |
| 5    | India         | 0   | 1     | 1      | 2     |
| 7    | China Taipéi  | 0   | 1     | 0      | 1     |
| 8    | Dinamarca     | 0   | 0     | 2      | 2     |
| 9    | Hong Kong     | 0   | 0     | 1      | 1     |
| 9    | Malasia       | 0   | 0     | 1      | 1     |
|      | TOTAL         | 5   | 5     | 10     | 20    |